# Hugo Barth
Hugo Barth (* 20. November 1903 in Rodt, Loßburg; † 5. Mai 1976 in Nürtingen) war ein deutscher Zehnkämpfer und Hürdenläufer.
Bei den Deutschen Leichtathletik-Meisterschaften 1928 in Düsseldorf gewann er mit einer persönlichen Bestleistung von 7106,145 Punkten (6213 Punkten in der heutigen Wertung) den Titel im Zehnkampf.
Wenige Wochen darauf nahm er an den Olympischen Spielen 1928 in Amsterdam teil und wurde dort Elfter mit 6850,605 Punkten (5885 Punkten in der heutigen Wertung).